# 乌烈镇
乌烈镇，是中华人民共和国海南省昌江黎族自治县下辖的一个乡镇级行政单位。

## 行政区划
乌烈镇下辖以下地区：
乌烈村、峨沟村、道隆村、白石村、长塘村、纳凤村和峨港村。

## 交通
- 海南西环高速铁路：棋子湾站